# Première circonscription de la Haute-Marne
La première circonscription de la Haute-Marne est l'une des deux circonscriptions législatives françaises que compte le département de la Haute-Marne (52) situé en région Grand Est.

## Description géographique et démographique

### De 1958 à 1986
La Première circonscription de la Haute-Marne était composée de :
- canton d'Arc-en-Barrois
- canton d'Auberive
- canton de Bourbonne-les-Bains
- canton de Bourmont
- canton de Châteauvillain
- canton de Chaumont
- canton de Clefmont
- canton de Fayl-Billot
- canton de Laferté-sur-Amance
- canton de Langres
- canton de Longeau
- canton de Montigny-le-Roi
- canton de Neuilly-l'Évêque
- canton de Nogent-en-Bassigny
- canton de Prauthoy
- canton de Varennes-sur-Amance

Source : Journal Officiel du 14-15 Octobre 1958.

### Depuis 1988
La première circonscription de la Haute-Marne est délimitée par le découpage électoral de la loi no 86-1197 du 24 novembre 1986
, elle regroupe les divisions administratives suivantes : 
- canton d'Arc-en-Barrois
- canton d'Auberive
- canton de Bourbonne-les-Bains
- canton de Bourmont
- canton de Châteauvillain
- canton de Chaumont-Nord
- canton de Chaumont-Sud
- canton de Clefmont
- canton de Fayl-la-Forêt
- canton de Laferté-sur-Amance
- canton de Langres
- canton de Longeau-Percey
- canton de Neuilly-l'Évêque
- canton de Nogent
- canton de Prauthoy
- canton de Terre-Natale
- canton de Val-de-Meuse

D'après le recensement de la population en 2013, réalisé par l'Institut national de la statistique et des études économiques (INSEE), la population totale de cette circonscription est estimée à 95 472 habitants.

## Historique des députations
| Législature | Début de mandat | Fin de mandat   | Député              | Parti politique | Observations                                                                           |
| ----------- | --------------- | --------------- | ------------------- | --------------- | -------------------------------------------------------------------------------------- |
| IXe         | 23 juin 1988    | 1er avril 1993  | Charles Fèvre,      | UDF-PR,         |                                                                                        |
| Xe          | 2 avril 1993    | 21 avril 1997   | Charles Fèvre,      | UDF-PR,         | Mandat écourté à la suite d'une dissolution parlementaire décidée par Jacques Chirac.  |
| XIe         | 12 juin 1997    | 18 juin 2002    | Jean-Claude Daniel, | DVG,            |                                                                                        |
| XIIe        | 19 juin 2002    | 19 juin 2007    | Luc Chatel          | UMP             |                                                                                        |
| XIIIe       | 20 juin 2007    | 19 juillet 2007 | Luc Chatel          | UMP             | Remplacé à la suite de sa nomination au gouvernement.                                  |
| XIIIe       | 20 juillet 2007 | 16 juin 2012    | Sophie Delong       | UMP             | Remplacé à la suite de sa nomination au gouvernement.                                  |
| XIVe        | 20 juin 2012    | 20 juin 2017    | Luc Chatel          | UMP/LR          |                                                                                        |
| XVe         | 21 juin 2017    | 26 août 2020    | Bérangère Abba      | LREM            | Remplacée à la suite de sa nomination au gouvernement.                                 |
| XVe         | 27 août 2020    | 20 juin 2022    | Sylvain Templier    | LREM            | Remplacée à la suite de sa nomination au gouvernement.                                 |
| XVe         | 21 juin 2022    | 21 juin 2022    | Bérangère Abba      | HOR             | Remplacée à la suite de sa nomination au gouvernement.                                 |
| XVIe        | 22 juin 2022    | En cours        | Christophe Bentz    | RN              | Mandat écourté à la suite d'une dissolution parlementaire décidée par Emmanuel Macron. |

## Historique des élections

### Élections de 1958
| Candidat       | Candidat             | Parti          | Premier tour | Premier tour | Second tour | Second tour |  |
| Candidat       | Candidat             | Parti          | Voix         | %            | Voix        | %           |  |
| -------------- | -------------------- | -------------- | ------------ | ------------ | ----------- | ----------- |  |
|                | Gabriel Bourgund élu | UNR            | 21 207       | 42,32        | 36 249      | 76,27       |  |
|                | Robert Huel          | CNIP           | 10 885       | 21,72        | Retrait     | Retrait     |  |
|                | Jean Masson          | Radsoc         | 8 941        | 17,84        | Retrait     | Retrait     |  |
|                | Georges Coleaux      | PCF            | 5 561        | 11,1         | 5 726       | 12,05       |  |
|                | Gaston Collé         | SFIO           | 3 514        | 7,01         | 5 553       | 11,68       |  |
|                |                      |                |              |              |             |             |  |
| Inscrits       | Inscrits             | Inscrits       | 65 686       | 100,00       | 65 677      | 100,00      |  |
| Abstentions    | Abstentions          | Abstentions    | 14 015       | 21,34        | 16 206      | 24,68       |  |
| Votants        | Votants              | Votants        | 51 671       | 78,66        | 49 471      | 75,32       |  |
| Blancs et nuls | Blancs et nuls       | Blancs et nuls | 1 563        | 3,02         | 1 943       | 3,93        |  |
| Exprimés       | Exprimés             | Exprimés       | 50 108       | 96,98        | 47 528      | 96,07       |  |

Le suppléant de Gabriel Bourgund était Dominique Abrioux, docteur en médecine.

### Élections de 1962
| Candidat       | Candidat                       | Parti          | Premier tour | Premier tour | Second tour | Second tour |  |
| Candidat       | Candidat                       | Parti          | Voix         | %            | Voix        | %           |  |
| -------------- | ------------------------------ | -------------- | ------------ | ------------ | ----------- | ----------- |  |
|                | Gabriel Bourgund sortant réélu | UNR-UDT        | 18 140       | 41,12        | 28 300      | 63,96       |  |
|                | Jean Favre                     | CNIP           | 10 502       | 23,8         | Retrait     | Retrait     |  |
|                | Jean Masson                    | Radsoc         | 8 574        | 19,43        | 15 946      | 36,04       |  |
|                | Georges Coleaux                | PCF            | 6 095        | 13,81        | Retrait     | Retrait     |  |
|                | Pierre Alonso                  | UFF            | 808          | 1,83         |             |             |  |
|                |                                |                |              |              |             |             |  |
| Inscrits       | Inscrits                       | Inscrits       | 65 216       | 100,00       | 65 206      | 100,00      |  |
| Abstentions    | Abstentions                    | Abstentions    | 19 297       | 29,59        | 18 389      | 28,2        |  |
| Votants        | Votants                        | Votants        | 45 919       | 70,41        | 46 817      | 71,8        |  |
| Blancs et nuls | Blancs et nuls                 | Blancs et nuls | 1 800        | 3,92         | 2 571       | 5,49        |  |
| Exprimés       | Exprimés                       | Exprimés       | 44 119       | 96,08        | 44 246      | 94,51       |  |

Le suppléant de Gabriel Bourgund était Jean-Paul Olivain.

### Élections de 1967
| Candidat       | Candidat         | Parti                     | Premier tour | Premier tour | Second tour | Second tour |  |
| Candidat       | Candidat         | Parti                     | Voix         | %            | Voix        | %           |  |
| -------------- | ---------------- | ------------------------- | ------------ | ------------ | ----------- | ----------- |  |
|                | Jean Favre élu   | UD-Ve                     | 17 781       | 34,87        | 26 040      | 50,36       |  |
|                | Marcel Baron     | FGDS (Radical)            | 15 282       | 29,97        | 25 672      | 49,64       |  |
|                | Pierre Chausset  | PCF                       | 5 904        | 11,58        | Retrait     | Retrait     |  |
|                | Bernard Masson   | Divers droite (Gaulliste) | 5 475        | 10,74        | Retrait     | Retrait     |  |
|                | Guy Sulter       | CD (PDM)                  | 4 916        | 9,64         |             |             |  |
|                | Bernard Weidmann | PSU                       | 1 627        | 3,19         |             |             |  |
|                |                  |                           |              |              |             |             |  |
| Inscrits       | Inscrits         | Inscrits                  | 65 441       | 100,00       | 65 431      | 100,00      |  |
| Abstentions    | Abstentions      | Abstentions               | 12 816       | 19,58        | 12 029      | 18,38       |  |
| Votants        | Votants          | Votants                   | 52 625       | 80,42        | 53 402      | 81,62       |  |
| Blancs et nuls | Blancs et nuls   | Blancs et nuls            | 1 640        | 3,12         | 1 690       | 3,16        |  |
| Exprimés       | Exprimés         | Exprimés                  | 50 985       | 96,88        | 51 712      | 96,84       |  |

Le suppléant de Jean Favre était André Luciot, agriculteur, conseiller général, maire de Dampierre.

### Élections de 1968
|                | Jean Favre sortant réélu | UDR (URP)      | 29 445 | 56,79  |  |  |  |
|                | Robert Genest            | FGDS (Radical) | 9 894  | 19,08  |  |  |  |
|                | Guy Sulter               | CD (PDM)       | 5 864  | 11,31  |  |  |  |
|                | René Formet              | PCF            | 4 741  | 9,14   |  |  |  |
|                | Bernard Weidmann         | PSU            | 1 902  | 3,67   |  |  |  |
|                |                          |                |        |        |  |  |  |
| Inscrits       | Inscrits                 | Inscrits       | 65 331 | 100,00 |  |  |  |
| Abstentions    | Abstentions              | Abstentions    | 12 385 | 18,96  |  |  |  |
| Votants        | Votants                  | Votants        | 52 946 | 81,04  |  |  |  |
| Blancs et nuls | Blancs et nuls           | Blancs et nuls | 1 100  | 2,08   |  |  |  |
| Exprimés       | Exprimés                 | Exprimés       | 51 846 | 97,92  |  |  |  |

Le suppléant de Jean Favre était André Luciot.

### Élections de 1973
| Candidat       | Candidat                 | Parti          | Premier tour | Premier tour | Second tour | Second tour |  |
| Candidat       | Candidat                 | Parti          | Voix         | %            | Voix        | %           |  |
| -------------- | ------------------------ | -------------- | ------------ | ------------ | ----------- | ----------- |  |
|                | Jean Favre sortant réélu | UDR (URP)      | 19 624       | 36,85        | 23 330      | 42,22       |  |
|                | Jacques Weil             | Rad (MR)       | 14 926       | 28,03        | 13 723      | 24,84       |  |
|                | Robert Genest            | MRG (UGSD)     | 8 531        | 16,02        | 18 201      | 32,94       |  |
|                | Jean Grataroli           | PCF            | 7 174        | 13,47        | Retrait     | Retrait     |  |
|                | André Rondot             | PSU            | 2 992        | 5,62         |             |             |  |
|                |                          |                |              |              |             |             |  |
| Inscrits       | Inscrits                 | Inscrits       | 67 944       | 100,00       | 67 941      | 100,00      |  |
| Abstentions    | Abstentions              | Abstentions    | 13 155       | 19,36        | 11 821      | 17,4        |  |
| Votants        | Votants                  | Votants        | 54 789       | 80,64        | 56 120      | 82,6        |  |
| Blancs et nuls | Blancs et nuls           | Blancs et nuls | 1 542        | 2,81         | 866         | 1,54        |  |
| Exprimés       | Exprimés                 | Exprimés       | 53 247       | 97,19        | 55 254      | 98,46       |  |

Le suppléant de Jean Favre était André Luciot.

### Élections de 1978
| Candidat       | Candidat           | Parti          | Premier tour | Premier tour | Second tour | Second tour |  |
| Candidat       | Candidat           | Parti          | Voix         | %            | Voix        | %           |  |
| -------------- | ------------------ | -------------- | ------------ | ------------ | ----------- | ----------- |  |
|                | Charles Fèvre élu  | UDF (PR)       | 16 768       | 27,43        | 34 576      | 54,29       |  |
|                | Jean Favre sortant | RPR            | 13 322       | 21,8         | Retrait     | Retrait     |  |
|                | Jean Carrier       | PS             | 12 835       | 21           | 29 115      | 45,71       |  |
|                | Guy Beck           | PCF            | 8 269        | 13,53        |             |             |  |
|                | Alain Bloch        | UDF (Rad)      | 3 829        | 6,26         |             |             |  |
|                | Robert Genest      | MRG            | 3 643        | 5,96         |             |             |  |
|                | Jean-Marc Simon    | LO             | 1 010        | 1,65         |             |             |  |
|                | Michèle Siouville  | PSU (FA)       | 933          | 1,53         |             |             |  |
|                | Jacques Bourcelot  | FN             | 514          | 0,84         |             |             |  |
|                | André Marty        | Divers         | 0            | 0            |             |             |  |
|                | Bernard Masson     | UGP            | 0            | 0            |             |             |  |
|                |                    |                |              |              |             |             |  |
| Inscrits       | Inscrits           | Inscrits       | 75 450       | 100,00       | 75 662      | 100,00      |  |
| Abstentions    | Abstentions        | Abstentions    | 12 814       | 16,98        | 10 747      | 14,2        |  |
| Votants        | Votants            | Votants        | 62 636       | 83,02        | 64 915      | 85,8        |  |
| Blancs et nuls | Blancs et nuls     | Blancs et nuls | 1 513        | 2,42         | 1 224       | 1,89        |  |
| Exprimés       | Exprimés           | Exprimés       | 61 123       | 97,58        | 63 691      | 98,11       |  |

Le suppléant de Charles Fèvre était Daniel Louis, secrétaire général de la MSA, conseiller municipal de Chaumont.

### Élections de 1981
| Candidat       | Candidat                    | Parti          | Premier tour | Premier tour | Second tour | Second tour |  |
| Candidat       | Candidat                    | Parti          | Voix         | %            | Voix        | %           |  |
| -------------- | --------------------------- | -------------- | ------------ | ------------ | ----------- | ----------- |  |
|                | Charles Fèvre sortant réélu | UDF (PR)       | 27 235       | 49,60        | 30 697      | 50,43       |  |
|                | Jean Carrier                | PS             | 20 819       | 37,92        | 30 171      | 49,57       |  |
|                | Jean Grataroli              | PCF            | 4 157        | 7,57         |             |             |  |
|                | Vitaliano Covelli           | PSU            | 1 383        | 2,52         |             |             |  |
|                | Robert Jobard               | MRG            | 1 313        | 2,39         |             |             |  |
|                |                             |                |              |              |             |             |  |
| Inscrits       | Inscrits                    | Inscrits       | 76 965       | 100,00       | 76 952      | 100,00      |  |
| Abstentions    | Abstentions                 | Abstentions    | 21 077       | 27,39        | 15 220      | 19,78       |  |
| Votants        | Votants                     | Votants        | 55 888       | 72,61        | 61 732      | 80,22       |  |
| Blancs et nuls | Blancs et nuls              | Blancs et nuls | 981          | 1,76         | 864         | 1,4         |  |
| Exprimés       | Exprimés                    | Exprimés       | 54 907       | 98,24        | 60 868      | 98,6        |  |

Le suppléant de Charles Fèvre était Daniel Louis.

### Élections de 1988
| Candidat       | Candidat                    | Parti          | Premier tour | Premier tour | Second tour | Second tour |  |
| Candidat       | Candidat                    | Parti          | Voix         | %            | Voix        | %           |  |
| -------------- | --------------------------- | -------------- | ------------ | ------------ | ----------- | ----------- |  |
|                | Charles Fèvre sortant réélu | UDF (PR) (URC) | 24 898       | 48,07        | 30 120      | 53,09       |  |
|                | Guy Baillet                 | PS             | 20 413       | 39,41        | 26 610      | 46,91       |  |
|                | Michèle Marty               | FN             | 3 356        | 6,48         |             |             |  |
|                | Guy Beck                    | PCF            | 3 132        | 6,05         |             |             |  |
|                |                             |                |              |              |             |             |  |
| Inscrits       | Inscrits                    | Inscrits       | 78 418       | 100,00       | 78 418      | 100,00      |  |
| Abstentions    | Abstentions                 | Abstentions    | 25 397       | 32,39        | 20 343      | 25,94       |  |
| Votants        | Votants                     | Votants        | 53 021       | 67,61        | 58 075      | 74,06       |  |
| Blancs et nuls | Blancs et nuls              | Blancs et nuls | 1 222        | 2,3          | 1 345       | 2,32        |  |
| Exprimés       | Exprimés                    | Exprimés       | 51 799       | 97,7         | 56 730      | 97,68       |  |

Le suppléant de Charles Fèvre était Daniel Louis.

### Élections de 1993
| Candidat       | Candidat                    | Parti             | Premier tour | Premier tour | Second tour | Second tour |  |
| Candidat       | Candidat                    | Parti             | Voix         | %            | Voix        | %           |  |
| -------------- | --------------------------- | ----------------- | ------------ | ------------ | ----------- | ----------- |  |
|                | Charles Fèvre sortant réélu | UDF (PR)          | 16 977       | 34,26        | 28 767      | 60,82       |  |
|                | Guy Baillet                 | PS (ADFP)         | 8 977        | 18,12        | 18 531      | 39,18       |  |
|                | Jacques Bozzolini           | diss. RPR         | 6 325        | 12,77        |             |             |  |
|                | Francis Jacquot             | FN                | 5 195        | 10,48        |             |             |  |
|                | Christian Toussaint         | diss. RPR         | 3 913        | 7,9          |             |             |  |
|                | Gilles Simon                | GÉ (EÉ)           | 2 760        | 5,57         |             |             |  |
|                | Jean-Louis Lanher           | PCF               | 2 175        | 4,39         |             |             |  |
|                | Thérèse Achon               | LT-LNÉ            | 1 615        | 3,26         |             |             |  |
|                | Jean-Marc Simon             | LO                | 1 069        | 2,16         |             |             |  |
|                | Claude Theillet             | Divers écologiste | 542          | 1,09         |             |             |  |
|                |                             |                   |              |              |             |             |  |
| Inscrits       | Inscrits                    | Inscrits          | 78 258       | 100,00       | 78 258      | 100,00      |  |
| Abstentions    | Abstentions                 | Abstentions       | 25 317       | 32,35        | 25 499      | 32,58       |  |
| Votants        | Votants                     | Votants           | 52 941       | 67,65        | 52 759      | 67,42       |  |
| Blancs et nuls | Blancs et nuls              | Blancs et nuls    | 3 393        | 6,41         | 5 461       | 10,35       |  |
| Exprimés       | Exprimés                    | Exprimés          | 49 548       | 93,59        | 47 298      | 89,65       |  |

Le suppléant de Charles Fèvre était Daniel Louis.

### Élections de 1997
| Candidat       | Candidat               | Parti                   | Premier tour | Premier tour | Second tour | Second tour |  |
| Candidat       | Candidat               | Parti                   | Voix         | %            | Voix        | %           |  |
| -------------- | ---------------------- | ----------------------- | ------------ | ------------ | ----------- | ----------- |  |
|                | Jean-Claude Daniel élu | Divers gauche (PS, PCF) | 19 091       | 39,18        | 27 204      | 51,8        |  |
|                | Luc Chatel             | UDF (PR)                | 16 728       | 34,33        | 25 313      | 48,2        |  |
|                | Jean-Claude Drouot     | FN                      | 8 887        | 18,24        |             |             |  |
|                | Jean-Marc Simon        | LO                      | 2 142        | 4,4          |             |             |  |
|                | Jacqueline Malgras     | PT                      | 1 875        | 3,85         |             |             |  |
|                |                        |                         |              |              |             |             |  |
| Inscrits       | Inscrits               | Inscrits                | 76 802       | 100,00       | 76 801      | 100,00      |  |
| Abstentions    | Abstentions            | Abstentions             | 24 368       | 31,73        | 20 650      | 26,89       |  |
| Votants        | Votants                | Votants                 | 52 434       | 68,27        | 56 151      | 73,11       |  |
| Blancs et nuls | Blancs et nuls         | Blancs et nuls          | 3 711        | 7,08         | 3 634       | 6,47        |  |
| Exprimés       | Exprimés               | Exprimés                | 48 723       | 92,92        | 52 517      | 93,53       |  |

La suppléante de Jean-Claude Daniel était Marie-Odile Jacques, PS, adjointe au maire de Langres.

### Élections de 2002
| Candidat       | Candidat                 | Parti             | Premier tour | Premier tour | Second tour | Second tour |  |
| Candidat       | Candidat                 | Parti             | Voix         | %            | Voix        | %           |  |
| -------------- | ------------------------ | ----------------- | ------------ | ------------ | ----------- | ----------- |  |
|                | Luc Chatel élu           | UMP               | 18 135       | 38,81        | 25 453      | 59,29       |  |
|                | Sylvie Cotillot          | PS                | 8 750        | 18,72        | 17 477      | 40,71       |  |
|                | Michelle Craye           | FN                | 5 901        | 12,63        |             |             |  |
|                | Didier Jannaud           | PRG               | 5 351        | 11,45        |             |             |  |
|                | Jean-Philippe Geoffroy   | UDF               | 3 846        | 8,23         |             |             |  |
|                | Catherine Sirot          | CPNT              | 1 005        | 2,15         |             |             |  |
|                | Mathieu Piotrkowski      | LCR               | 989          | 2,12         |             |             |  |
|                | Christophe Springaux     | LO                | 804          | 1,72         |             |             |  |
|                | Jean-François Jurvillier | MÉI               | 524          | 1,12         |             |             |  |
|                | Robert Paccard           | MNR               | 494          | 1,06         |             |             |  |
|                | Jacqueline Malgras       | PT                | 474          | 1,01         |             |             |  |
|                | Pierre Badoil            | Divers écologiste | 458          | 0,98         |             |             |  |
|                |                          |                   |              |              |             |             |  |
| Inscrits       | Inscrits                 | Inscrits          | 77 043       | 100,00       | 77 043      | 100,00      |  |
| Abstentions    | Abstentions              | Abstentions       | 29 009       | 37,65        | 31 530      | 40,93       |  |
| Votants        | Votants                  | Votants           | 48 034       | 62,35        | 45 513      | 59,07       |  |
| Blancs et nuls | Blancs et nuls           | Blancs et nuls    | 1 303        | 2,71         | 2 583       | 5,68        |  |
| Exprimés       | Exprimés                 | Exprimés          | 46 731       | 97,29        | 42 930      | 94,32       |  |

La suppléante de Luc Chatel était Sophie Delong, conseillère municipale de Langres, médecin du travail.

### Élections de 2007
|                | Luc Chatel sortant réélu | UMP            | 24 390 | 53,89  |  |  |  |
|                | Sylvie Cotillot          | PS             | 9 129  | 20,17  |  |  |  |
|                | Christine Guillemy       | UDF–MoDem      | 3 491  | 7,71   |  |  |  |
|                | Michel Perrin            | FN             | 2 346  | 5,18   |  |  |  |
|                | Martine Boirreau         | LCR            | 1 313  | 2,9    |  |  |  |
|                | Christian Després        | Divers droite  | 1 007  | 2,22   |  |  |  |
|                | Élisabeth Loichot        | Les Verts      | 945    | 2,09   |  |  |  |
|                | Jean-François Jurvillier | MÉI            | 589    | 1,3    |  |  |  |
|                | Christophe Springaux     | LO             | 559    | 1,24   |  |  |  |
|                | Pascale Cornevin         | PCF            | 525    | 1,16   |  |  |  |
|                | Arnaud Sabatier          | MPF            | 400    | 0,88   |  |  |  |
|                | Micheline Mouton         | PT             | 351    | 0,78   |  |  |  |
|                | Robert Paccard           | MNR            | 218    | 0,48   |  |  |  |
|                |                          |                |        |        |  |  |  |
| Inscrits       | Inscrits                 | Inscrits       | 76 457 | 100,00 |  |  |  |
| Abstentions    | Abstentions              | Abstentions    | 30 103 | 39,37  |  |  |  |
| Votants        | Votants                  | Votants        | 46 354 | 60,63  |  |  |  |
| Blancs et nuls | Blancs et nuls           | Blancs et nuls | 1 091  | 2,35   |  |  |  |
| Exprimés       | Exprimés                 | Exprimés       | 45 263 | 97,65  |  |  |  |

### Élections de 2012
| Candidat       | Candidat                 | Parti              | Premier tour | Premier tour | Second tour | Second tour |  |
| Candidat       | Candidat                 | Parti              | Voix         | %            | Voix        | %           |  |
| -------------- | ------------------------ | ------------------ | ------------ | ------------ | ----------- | ----------- |  |
|                | Luc Chatel sortant réélu | UMP                | 20 620       | 45,76        | 24 346      | 55,05       |  |
|                | Patricia Andriot         | EÉLV (PS)          | 14 417       | 31,99        | 19 879      | 44,95       |  |
|                | Thomas Suillot           | RBM (FN)           | 5 422        | 12,03        |             |             |  |
|                | Céline Surel             | FG (Divers gauche) | 2 203        | 4,89         |             |             |  |
|                | Jean Lipp                | CpF (MoDem)        | 807          | 1,79         |             |             |  |
|                | Christian Després        | DLR                | 728          | 1,62         |             |             |  |
|                | Étienne Rémillet         | AÉI                | 564          | 1,25         |             |             |  |
|                | Charlotte Cormerais      | LO                 | 302          | 0,67         |             |             |  |
|                |                          |                    |              |              |             |             |  |
| Inscrits       | Inscrits                 | Inscrits           | 74 514       | 100,00       | 74 519      | 100,00      |  |
| Abstentions    | Abstentions              | Abstentions        | 28 786       | 38,63        | 28 927      | 38,82       |  |
| Votants        | Votants                  | Votants            | 45 728       | 61,37        | 45 592      | 61,18       |  |
| Blancs et nuls | Blancs et nuls           | Blancs et nuls     | 665          | 1,45         | 1 367       | 3           |  |
| Exprimés       | Exprimés                 | Exprimés           | 45 063       | 98,55        | 44 225      | 97          |  |

### Élections de 2017

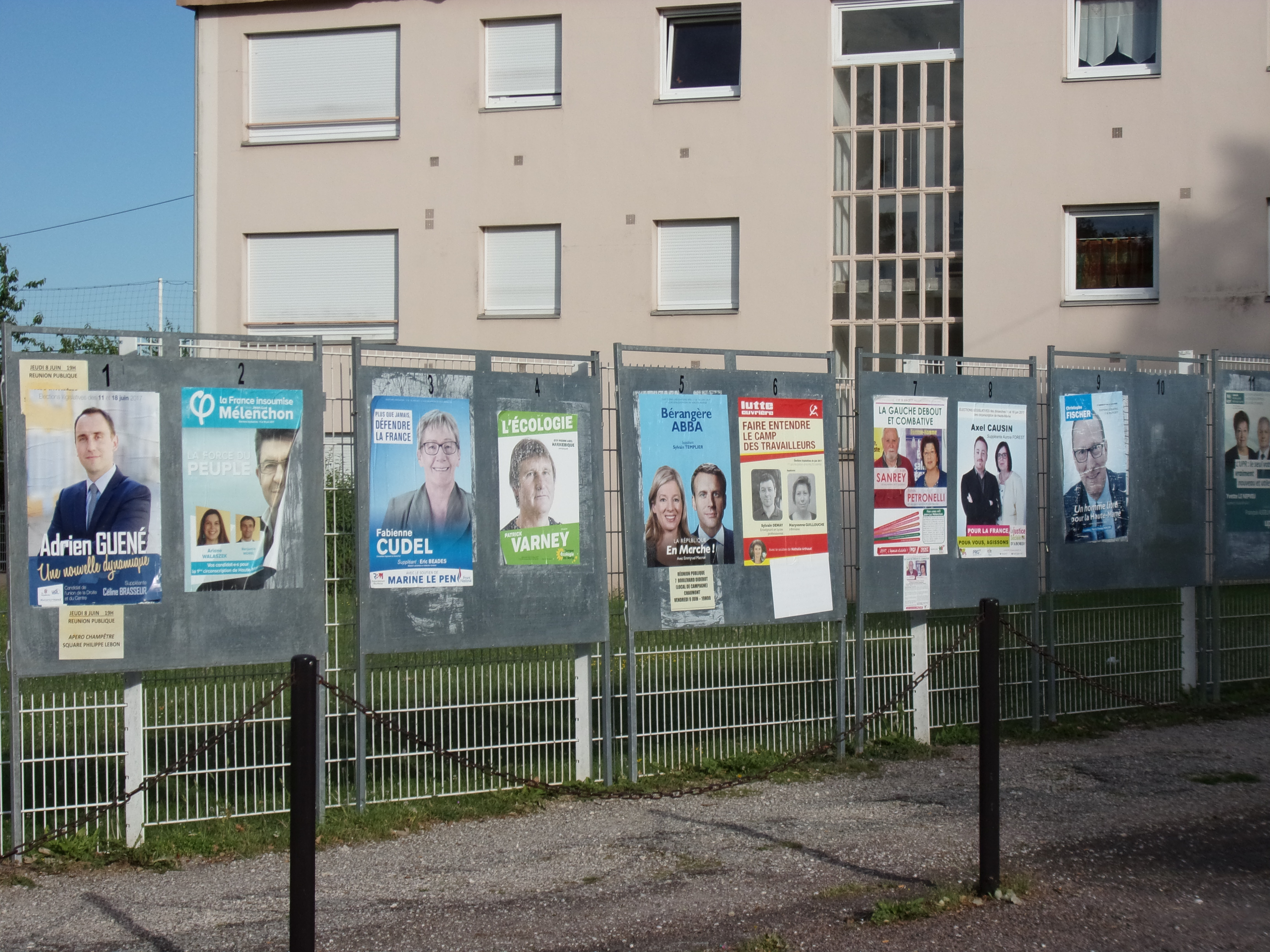
Affiches électorales en Haute-Marne lors des élections législatives de juin 2017.
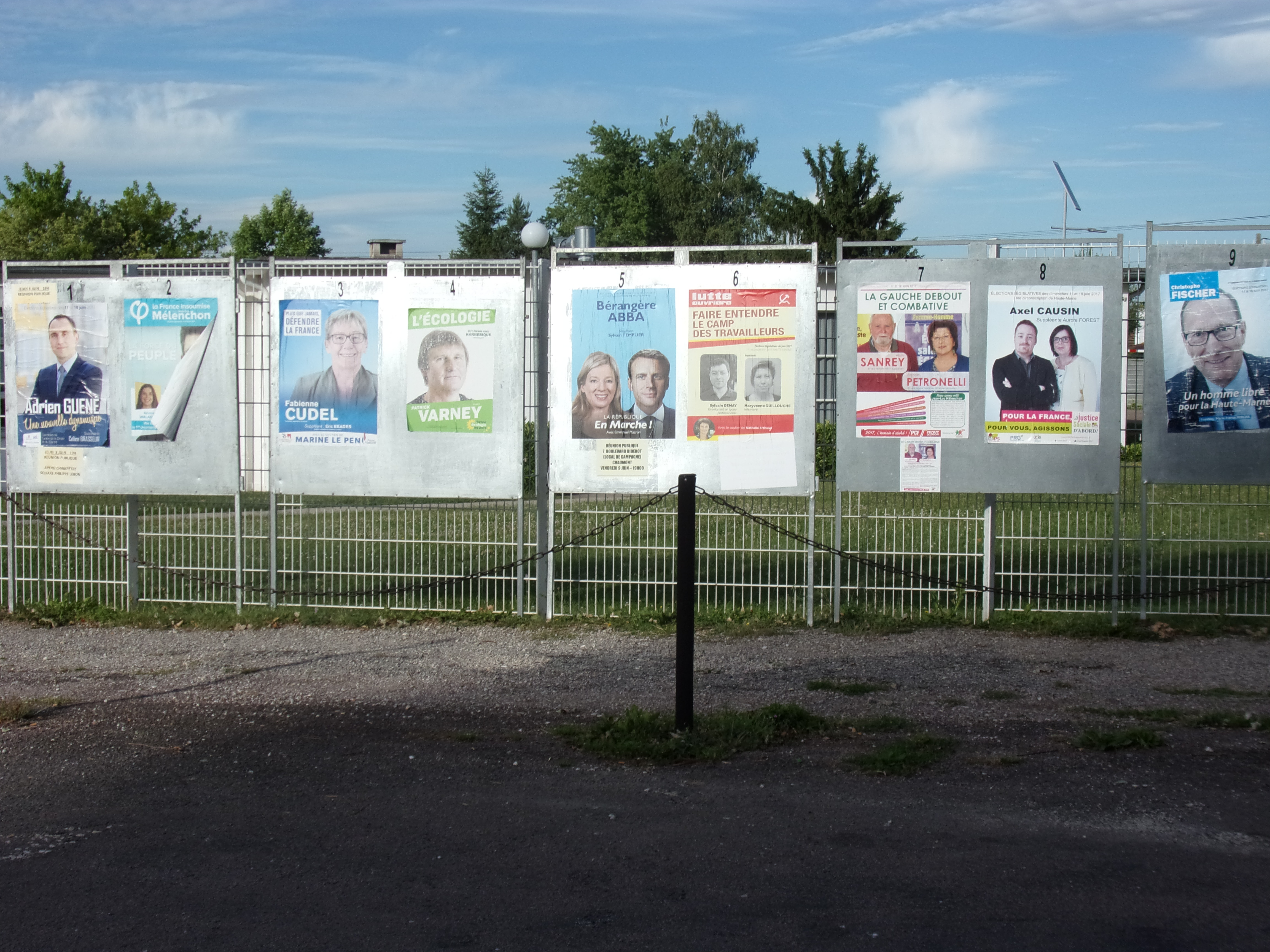
Affiches électorales en Haute-Marne lors des élections législatives de juin 2017.

Suppléant de Bérangère Abba, nommée secrétaire d'état chargée de la Biodiversité le 26 juillet 2020, Sylvain Templier devient député de la première circonscription de la Haute-Marne en août 2020.
|                                                                                |                                                                                                  |                           |                           |                          |                          |
|                                                                                |                                                                                                  | Premier tour 11 juin 2017 | Premier tour 11 juin 2017 | Second tour 18 juin 2017 | Second tour 18 juin 2017 |
|                                                                                |                                                                                                  |                           |                           |                          |                          |
|                                                                                |                                                                                                  | Nombre                    | % des inscrits            | Nombre                   | % des inscrits           |
| Inscrits                                                                       | Inscrits                                                                                         | 72 405                    | 100,00                    | 72 403                   | 100,00                   |
| Abstentions                                                                    | Abstentions                                                                                      | 35 251                    | 48,69                     | 39 822                   | 55,00                    |
| Votants                                                                        | Votants                                                                                          | 37 154                    | 51,31                     | 32 581                   | 45,00                    |
|                                                                                |                                                                                                  |                           | % des votants             |                          | % des votants            |
| Bulletins blancs                                                               | Bulletins blancs                                                                                 | 692                       | 1,86                      | 2 968                    | 9,11                     |
| Bulletins nuls                                                                 | Bulletins nuls                                                                                   | 276                       | 0,74                      | 1 460                    | 4,48                     |
| Suffrages exprimés                                                             | Suffrages exprimés                                                                               | 36 186                    | 97,39                     | 28 153                   | 86,41                    |
|                                                                                |                                                                                                  |                           |                           |                          |                          |
| Étiquette politique                                                            | Étiquette politique                                                                              | Voix                      | % des exprimés            | Voix                     | % des exprimés           |
|                                                                                |                                                                                                  |                           |                           |                          |                          |
|                                                                                | Bérangère Abba La République en marche                                                           | 11 545                    | 31,90                     | 15 045                   | 53,44                    |
|                                                                                | Adrien Guené Les Républicains (Union des démocrates et indépendants)                             | 6 896                     | 19,06                     | 13 108                   | 46,56                    |
|                                                                                | Fabienne Cudel Front national                                                                    | 6 813                     | 18,83                     |                          |                          |
|                                                                                | Ariane Walaszek La France insoumise                                                              | 4 069                     | 11,24                     |                          |                          |
|                                                                                | Christophe Fischer Divers droite                                                                 | 3 011                     | 8,32                      |                          |                          |
|                                                                                | Axel Causin Parti socialiste (Parti radical de gauche - Union des démocrates et des écologistes) | 1 681                     | 4,65                      |                          |                          |
|                                                                                | Patrick Varney Europe Écologie Les Verts                                                         | 1 140                     | 3,15                      |                          |                          |
|                                                                                | Patricia Petronelli Parti communiste français                                                    | 369                       | 1,02                      |                          |                          |
|                                                                                | Sylvain Demay Lutte ouvrière                                                                     | 299                       | 0,83                      |                          |                          |
|                                                                                | Yvette Le Nepveu Divers (Union populaire républicaine)                                           | 224                       | 0,62                      |                          |                          |
|                                                                                | Mireille Braun Divers gauche (Nouvelle Donne)                                                    | 139                       | 0,38                      |                          |                          |
| Source : Ministère de l'Intérieur - Première circonscription de la Haute-Marne |                                                                                                  |                           |                           |                          |                          |

### Élections de 2022
Les élections législatives françaises de 2022 se déroulent les dimanches 12 et 19 juin 2022.
| Résultats des élections législatives des 12 et 19 juin 2022 de la 1re circonscription de la Haute-Marne |                          |                                            |              |              |             |             |
| Candidat                                                                                                | Candidat                 | Parti et coalition                         | Premier tour | Premier tour | Second tour | Second tour |
| Candidat                                                                                                | Candidat                 | Parti et coalition                         | Voix         | %            | Voix        | %           |
| | Christophe Bentz         | RN                                         | 9 478        | 27,31        | 16 201      | 51,25       |
| | Bérangère Abba           | HOR (ENS)                                  | 7 341        | 21,15        | 15 411      | 48,75       |
| | Michèle Leclerc          | LFI (NUPES)                                | 5 622        | 16,20        |             |             |
| | Sophie Delong            | LR                                         | 4 658        | 13,42        |             |             |
| | Théo Caviezel            | SE                                         | 3 635        | 10,47        |             |             |
| | Jocelyne Leblanc-Gabriel | DVD                                        | 1 466        | 4,22         |             |             |
| | Bénédicte de Dinechin    | REC                                        | 964          | 2,78         |             |             |
| | Eloïse Venancio          | GRS (Fédération de la gauche républicaine) | 752          | 2,17         |             |             |
| | Georges Rossignol        | LP                                         | 460          | 1,33         |             |             |
| | Sylvain Demay            | LO                                         | 334          | 0,96         |             |             |
| Votes valides                                                                                           | Votes valides            | Votes valides                              | 34 714       | 97,94        | 31 612      | 91,02       |
| Votes blancs                                                                                            | Votes blancs             | Votes blancs                               | 501          | 1,41         | 2 193       | 6,31        |
| Votes nuls                                                                                              | Votes nuls               | Votes nuls                                 | 233          | 0,66         | 924         | 2,66        |
| Total                                                                                                   | Total                    | Total                                      | 35 444       | 100          | 34 729      | 100         |
| Abstention                                                                                              | Abstention               | Abstention                                 | 34 593       | 49,39        | 35 269      | 50,39       |
| Inscrits / participation                                                                                | Inscrits / participation | Inscrits / participation                   | 70 037       | 50,61        | 69 998      | 49,61       |

### Élections de 2024
| Candidat                 | Candidat                 | Parti et coalition       | Nuance                   | Premier tour | Premier tour | Second tour | Second tour |
| Candidat                 | Candidat                 | Parti et coalition       | Nuance                   | Voix         | %            | Voix        | %           |
| ------------------------ | ------------------------ | ------------------------ | ------------------------ | ------------ | ------------ | ----------- | ----------- |
|                          | Christophe Bentz         | RN                       | RN                       | 21 815       | 48,83        | 23 772      | 53,90       |
|                          | Bérangère Abba           | HOR (ENS)                | ENS                      | 12 529       | 28,05        | 20 335      | 46,10       |
|                          | Benjamin Lambert         | PS (NFP)                 | UG                       | 9 104        | 20,38        | Retrait     | Retrait     |
|                          | Baptiste Gallet          | SE                       | DIV                      | 869          | 1,95         |             |             |
|                          | Sylvain Demay            | LO                       | EXG                      | 355          | 0,79         |             |             |
|                          |                          |                          |                          |              |              |             |             |
| Votes valides            | Votes valides            | Votes valides            | Votes valides            | 44 672       | 95,88        |             |             |
| Votes blancs             | Votes blancs             | Votes blancs             | Votes blancs             | 1 159        | 2,49         |             |             |
| Votes nuls               | Votes nuls               | Votes nuls               | Votes nuls               | 763          | 1,64         |             |             |
| Total                    | Total                    | Total                    | Total                    | 46 594       | 100          |             | 100         |
| Abstention               | Abstention               | Abstention               | Abstention               | 22 577       | 32,64        |             |             |
| Inscrits / participation | Inscrits / participation | Inscrits / participation | Inscrits / participation | 69 171       | 67,36        |             |             |

#### Département de la Haute-Marne
- La fiche de l'INSEE de cette circonscription : « Tableaux et Analyses de la première circonscription de la Haute-Marne », sur insee.fr, site de l'Institut national de la statistique et des études économiques (consulté le 10 juin 2007) [PDF]

- « Tous les députés du département de la Haute-Marne depuis 1789 » [archive du 30 septembre 2007], sur assemblee-nationale.fr, site de l'Assemblée nationale française (consulté le 10 juin 2007)

- « Informations contentieuses sur le département de la Haute-Marne (Élections législatives de 2002) »(Archive.org • Wikiwix • Archive.is • Google • Que faire ?), sur conseil-constitutionnel.fr, site du Conseil constitutionnel (consulté le 13 juin 2007)

#### Circonscriptions en France
- « Carte des circonscriptions législatives en France », sur assemblee-nationale.fr, site de l'Assemblée nationale française (consulté le 20 juin 2007)

- « Résultats électoraux officiels en France », sur interieur.gouv.fr, site du ministère de l'Intérieur (France) (consulté le 13 juin 2007)

- Description et Atlas des circonscriptions électorales de France sur http://www.atlaspol.com, Atlaspol, site de cartographie géopolitique, consulté le 13 juin 2007.